# 삼성 기어 360 (2017)
삼성 기어 360 (2017)(영어: Samsung Gear 360 (2017))은 360도 카메라의 하나로, 삼성전자가 개발한 삼성 갤럭시 웨어러블 계열의 장치 중 하나이다. 2017년 2월 29일 삼성 갤럭시 언팩(영어: Samsung Galaxy Unpacked) 행사에서 모습을 드러냈다.
2개의 카메라를 사용하여 360° 사진과 동영상을 촬영할 수 있다. 기어 360에 비해 기어 360 (2017)은 디자인이 상당히 바뀌었으며 다양한 기능이 업그레이드되었다. 동영상 해상도는 4K로 향상되었으며 실시간 스트리밍 기능이 추가되었다.

## 같이 보기
- 삼성 갤럭시 웨어러블
- 삼성 기어 360
- 삼성 기어 VR (2017)